# District de Jiali
Pour les articles homonymes, voir Jiali.
Le district de Jiali (chinois traditionnel : 佳里區 ; pinyin : jiālǐ qū ; anglais : Jiali District) est un district de la municipalité spéciale de Tainan.

## Histoire
Le territoire naît en tant que village de Soulangh, l'un des quatre habités par les aborigènes Siraya. Après l'arrivée des troupes du général Koxinga, il est colonisé et se développe sous l'influence des Han.
Le nom Jiali apparaît pendant la période de domination japonaise ; l'entité devient Jiali Zhuang le 1er novembre 1920. Après la Seconde Guerre mondiale, elle est renommée canton de Jiali.
Le 25 décembre 2010, alors que le comté de Tainan fusionne avec la ville de Tainan, le canton de Jiali est restructuré en tant que district de Jiali.

## Géographie
Le district couvre une superficie de 38,94 km2.
Il compte 59 073 habitants d'après le recensement de février 2019.